# Pichanal
Pichanal es una ciudad del departamento de Orán, ubicada al noreste de la provincia de Salta, Argentina.
Se conecta con la red nacional vial a través de la Ruta Nacional 34 en el km 1329, y llegando a San Ramón de la Nueva Orán a través de la Ruta Nacional 50.
Pichanal se ubica en el centro sur de la región del Bermejo (norte de la provincia de Salta). Por hallarse en el cruce de la Ruta Nacional 34, la Ruta Nacional 50 y la ruta Provincial 5 posee una importante actividad económica. Está dentro del perímetro de la reserva de biosfera de las Yungas.

## Historia
El pueblo comienza a formarse con la llegada del ferrocarril, que por aquel entonces solía ser un pequeño paraje, una zona de comercio pequeña en la que descendían pobladores de diferentes lugares para intercambiar sus productos.
El Ferrocarril llega un 4 de enero de 1911, fecha en la que se finaliza el enrielado de la línea férrea, en el punto geográfico en que actualmente se encuentra la ciudad de Pichanal. Con depósitos y campamentos, y toda la actividad febril ferroviaria que se llevaba a cabo en este punto, lo convierte en un lugar de asentamiento de varios pobladores del Chaco de Rivadavia
. 
Finalmente un 4 de marzo de 1911, llega el primer tren al conglomerado de gente.
En ese mismo año, en el mes de octubre se finalizaba la construcción del puente ferroviario sobre el río Bermejo. Y tres años después quedaba concluido el puente ferroviario sobre el río Colorado, ubicando así al conglomerado de viviendas, hoy Pichanal, en un lugar estratégico para el comercio y el desarrollo poblacional. El núcleo poblacional pichanalense inmediatamente se vio acrecentado debido al fuerte número de habitantes que llegaba atraído por las nuevas fuentes de trabajo que para ellos se ofrecían.
En marzo de 1912 se funda la primera institución educativa la Escuela Coronel Apolinario de Figueroa. Actualmente cuenta con una matrícula superior a 1000 alumnos.
La ciudad festeja cada 23 de abril sus fiestas patronales en honor a San Jorge

## Población

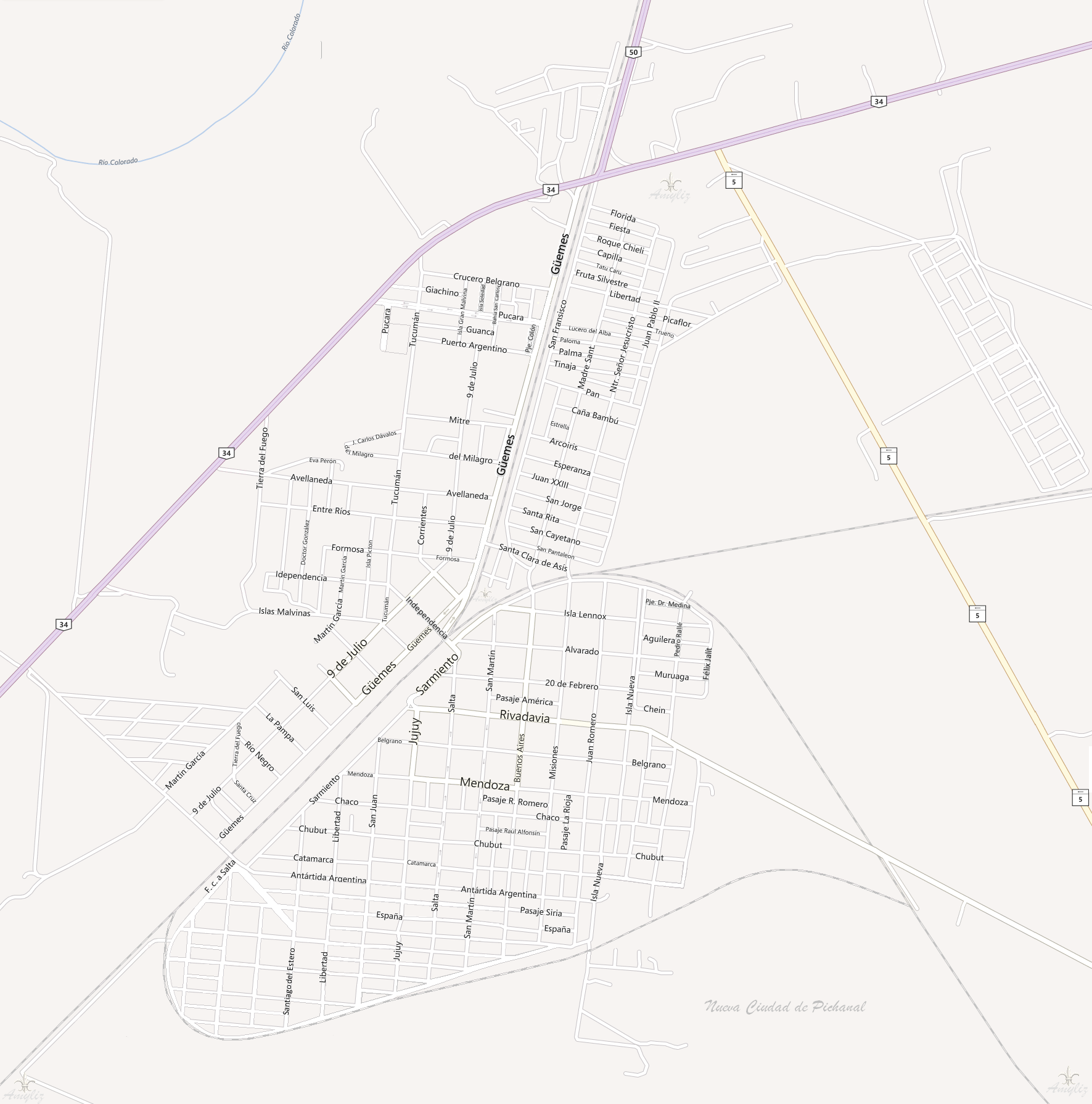
Plano de la Ciudad de Pichanal.

Contaba con 18,773 habitantes (Indec, 2001), lo que representa un incremento del 72,3 % frente a los 10,895 habitantes (Indec, 1991) del censo anterior. Incluye Misión San Francisco y Villa Rallé.
Tierra de origen de Iván Cuellar, estudiante de la Universidad Nacional de La Rioja, conocido en la provincia de La Rioja por ser Diseñador Multimedia, pero principalmente por ser locutor del programa "Multimedia universal" en Radio Fénix de dicha provincia.
Actualmente se estima una población aproximada de 33 000 habitantes (2010).
La mayoría de sus habitantes son de sangre mestiza, en su mayoría pobladores rurales, dedicados siempre a la labor de la tierra: agricultores y ganaderos de la región, también se cuenta un importante número de habitantes de ascendencia siria, libanesa y española  que le han ido dando al pueblo la fisonomía y su signo, mezclando tradiciones y sentimientos con los pobladores autóctonos, entre estos se cuenta un importante grupo de indígenas pertenecientes a la etnia wichí que se ubica, en su mayoría, hacia la región sudeste del poblado. Ya en la zona conocida como El Cruce se asienta la población de la etnia quechua. Y actualmente se ha visto aumentado el número de inmigrantes, especialmente provenientes de Bolivia y en menor número de Paraguay.

## Economía
La economía pichanalense, se basa principalmente en el aprovechamiento de sus tierras. Posee un conglomerado de fincas de cultivos hortícolas de primicia, y fruticultura de alto valor la cual exporta: naranja, mandarina, pomelo, limón, mango, banana, chirimoya, papaya, pimiento verde, tomate, zapallo, melón, batata, mandioca. Hace aprovechamiento dasonómico de maderas nobles: cedro, tipa, palo lanza, palo amarillo.

## Política
Autoridades municipales
- 1945 – Abraham Ralle - Intendente Municipal
- 1947 – Salvador Muruaga - Presidente H. Comisión Municipal
- 1950 – José González - Presidente H. Comisión Municipal
- 1951 – Cirilo Orellana - Intendente Municipal
- 1952 – Victoriano Vaca - Intendente Municipal
- 1955 – Roberto Gil - Interventor Municipal de facto
- 1956 – Alfredo Abraham - Interventor Municipal de facto
- 1958 – Juan Paspalacho - Intendente Municipal
- 1960 – Julio Jalith - Intendente Municipal
- 1962 – Alfredo Abraham - Interventor Municipal de facto
- 1963 – Pedro Ralle - Presidente de la Comisión Municipal
- 1966 – Alférez Juan Alfredo Poiret - Interventor Municipal de facto
- 1966 – Horacio Xarau - Interventor Municipal de facto
- 1968 – Pedro Matar - Intendente Municipal de facto
- 1968 – Julio Macaron - Intendente Municipal de facto
- 1972 – Pedro Ralle - Intendente Municipal
- 1976 – Viterman Tapia - Intendente Municipal
- 1977 – Félix Augusto Gayote - Intendente Municipal de facto
- 1978 – Sub. Mayor (R) José del C. Carabajal - Intendente Municipal de facto
- 1979 – Ramón Rodolfo Maradona - Intendente Municipal de facto
- 1980 – Raúl Klarman - Intendente Municipal de facto
- 1980 – C.P.N Carlos M. Burgos - Intendente Municipal de facto
- 1981 – Ángel Obeid - Intendente Municipal de facto
- 1983 – Félix Eleuterio Alcoba - Intendente Municipal de facto
- 1983 – Abraham Nicolás Ralle - Intendente Municipal designado por el gobernador Roberto Romero
- 1987 – Ramón Ismael Monteros - Primer Intendente Municipal elegido por el voto popular
- 1991 – Oscar Hugo Del Zotto - Intendente Municipal
- 1995 - Abraham Nicolás Ralle - Intendente Municipal
- 1999 - Abraham Nicolás Ralle - Intendente Municipal
- 2003 - Julio Antonio Jalit - Intendente Municipal
- 2007 - Julio Antonio Jalit - Intendente Municipal
- 2011 - Julio Antonio Jalit - Intendente Municipal
- 2015 - Julio Antonio Jalit - Intendente Municipal
- 2019 - Sebastián Domínguez - Intendente Municipal

## Clima
| Parámetros climáticos promedio de Pichanal | Parámetros climáticos promedio de Pichanal | Parámetros climáticos promedio de Pichanal | Parámetros climáticos promedio de Pichanal | Parámetros climáticos promedio de Pichanal | Parámetros climáticos promedio de Pichanal | Parámetros climáticos promedio de Pichanal | Parámetros climáticos promedio de Pichanal | Parámetros climáticos promedio de Pichanal | Parámetros climáticos promedio de Pichanal | Parámetros climáticos promedio de Pichanal | Parámetros climáticos promedio de Pichanal | Parámetros climáticos promedio de Pichanal | Parámetros climáticos promedio de Pichanal |
| Mes                                        | Ene.                                       | Feb.                                       | Mar.                                       | Abr.                                       | May.                                       | Jun.                                       | Jul.                                       | Ago.                                       | Sep.                                       | Oct.                                       | Nov.                                       | Dic.                                       | Anual                                      |
| ------------------------------------------ | ------------------------------------------ | ------------------------------------------ | ------------------------------------------ | ------------------------------------------ | ------------------------------------------ | ------------------------------------------ | ------------------------------------------ | ------------------------------------------ | ------------------------------------------ | ------------------------------------------ | ------------------------------------------ | ------------------------------------------ | ------------------------------------------ |
| Temp. máx. media (°C)                      | 32.1                                       | 31.2                                       | 29.3                                       | 25.8                                       | 23.0                                       | 20.3                                       | 21.8                                       | 25.5                                       | 27.6                                       | 31.6                                       | 32.1                                       | 32.2                                       | 27.7                                       |
| Temp. mín. media (°C)                      | 21.5                                       | 20.8                                       | 20.3                                       | 18.0                                       | 14.3                                       | 10.4                                       | 9.3                                        | 11.2                                       | 13.2                                       | 17.3                                       | 19.7                                       | 21.1                                       | 16.4                                       |
| Precipitación total (mm)                   | 254.5                                      | 166.1                                      | 184.1                                      | 90.1                                       | 14.1                                       | 9.7                                        | 8.5                                        | 10.5                                       | 9.0                                        | 47.4                                       | 106.4                                      | 166.3                                      | 1066.7                                     |
| Fuente: SMN Argentina promedio 1981-1990   |                                            |                                            |                                            |                                            |                                            |                                            |                                            |                                            |                                            |                                            |                                            |                                            |                                            |

## Sismicidad
La sismicidad del área de Salta es frecuente y de intensidad baja, y un silencio sísmico de terremotos medios a graves cada 40 años

## Parroquias de la Iglesia católica en Pichanal
| Diócesis  | Nueva Orán |
| --------- | ---------- |
| Parroquia | San Jorge  |